# Мецано (Тренто)
Мецано (итал. Mezzano) је насеље у Италији у округу Тренто, региону Трентино-Јужни Тирол.
Према процени из 2011. у насељу је живело 1478 становника. Насеље се налази на надморској висини од 638 м.

## Становништво
Према резултатима пописа становништва 2011. у општини је живело 1.615 становника.
| 1931. | 1936. | 1951. | 1961. | 1971. | 1981. | 1991. | 2001. | 2011. |
| ----- | ----- | ----- | ----- | ----- | ----- | ----- | ----- | ----- |
| 1.473 | 1.454 | 1.532 | 1.568 | 1.569 | 1.621 | 1.571 | 1.667 | 1.615 |